# Abigail Williams
Az Abigail Williams amerikai szimfonikus black metal együttes. 2004-ben alakultak az arizonai Phoenix-ben, de az évek során a washingtoni Olympiába tették át székhelyüket.
A zenekart Ken Bergeron gitáros alapította, aki később az énekes lett. Az Abigail Williams megalapítása előtt a Victims in Ecstacy nevű rockegyüttes gitárosa volt, illetve különböző arizonai hardcore és metal együttesekben játszott.
Az együttes első EP-je a szimfonikus black metal mellett erős metalcore befolyással rendelkezik.
Az AllMusic szerint a lemez "egy olyan amerikai lemez tökéletes példája, amely nagy skandináv befolyással rendelkezik". Ez a lemez után elhagyták a metalcore elemeit, így a többi lemezüket a szimfonikus/sima black metal hangzás jellemzi.
Debütáló albumuk hangzását a Dimmu Borgirhoz és a Cradle of Filth-hez hasonlították. Zenéjükre leginkább a skandináv országok melodikus metal együttesei hatottak.
2007-ben egy rövid időre feloszlottak.
Nevüket a salemi boszorkányperek egyik fontos vádlottjáról, Abigail Williams-ről kapták.

## Tagok
- Ken "Sorceron" Bergeron – ének, gitár (2004–)

## Korábbi tagok
- Connor Woods – ének (2004–2006)
- Brad Riffs – gitár (2004–2006)
- Mark Kozuback – basszusgitár (2004–2006)
- Bjorn "Bjornthor" Dannov – gitár (2004–2007, 2008–2009)
- Ashley "Ellyllon" Jurgemeyer – billentyűk (2004–2008, 2012–2013)
- Kyle Dickinson – basszusgitár, vokál (2006)
- Andy Schroeder – dob (2006)
- Michael Wilson – gitár (2006–2007, 2007–2009)
- Zach Gibson – dob (2006–2007, 2007, 2011–2012)
- Kristen Randall – billentyűk (2007)
- Thomas G. Plaguehammer – basszusgitár, vokál (2007–2009)
- Samus "66Samus" Paulicelli – dob (2008–2009)
- Alana Potocnik – billentyűk (2009)
- Ian Jekelis – gitár (2009–2014)
- Jered Eames – basszusgitár (2010)[11]
- Griffin Wotawa – basszusgitár (2011–2012)
- Alan Cassidy – dob (2011–2012)
- James Jungmann – basszusgitár (2012)
- Jeff Wilson – gitár (2013–2018), basszusgitár (2013)
- Charlie Fell – dob (2014–2015)
- Will Lindsay – basszusgitár (2014–2015)
- Chason Westmoreland – dob (2016)

## Diszkográfia
- In the Shadow of a Thousand Suns (2008)
- In the Absence of Light (2010)
- Becoming (2012)
- The Accuser (2015)
- Walk Beyond the Dark (2019)

EP-k
- Legend (2006)
- Tour 2009 EP (2009)